# Queen (boîte de nuit)
Pour les articles homonymes, voir Queen (homonymie).
Le Queen était une boîte de nuit parisienne, située au 102 avenue des Champs-Élysées dans le 8e arrondissement, puis dans ses trois dernières années au 22 rue Quentin-Bauchart (79 avenue des Champs-Élysées). À l'adresse des Champs-Élysées, le Queen logeait dans l'ancien cinéma Mercury, fermé en 1987. C'était une institution des nuits parisiennes mondialement reconnue dans les années 1990, même si son rayonnement avait considérablement pâli par la suite, jusqu'à sa fermeture en 2018.

## Historique
Le club s'appelait à l'origine « Studio 102 », puis  « Le Central ». Créé en 1992 par Philippe Fatien, propriétaire des établissements Mix Club, Le Cabaret, Chez Castel et du restaurant Le Queenie, le Queen a obtenu sa renommée grâce à la qualité de ses soirées, parmi les plus branchées de la capitale. Sa clientèle était majoritairement gay, tandis que les personnalités étaient installées dans le carré VIP dominant la fosse et la piste de danse. Au fond il y avait une scène où les artistes se produisaient. Le club a connu son âge d'or de 1996 à 2003 avec les soirées « Respect », mondialement connues, jusqu'à faire une résidence au théâtre de l'Empire pour le passage à l'an 2000 et un autre au PS1 à New York.  La sélection auprès du physionomiste était réputée très sélective et l'entrée était gratuite, sauf les week-ends. Le premier directeur artistique de l'établissement était David Guetta, qui y mixa régulièrement de 1993 à 1995. Toute la French touch y mixera à un moment ou un autre.
L'établissement essuie par la suite de nombreuses critiques. En 2008, Le Petit Futé regrette l'accueil « glacial » et le manque d'attractivité de ses soirées. En 2013, le guide ne le décrit plus que comme un « multiplex de la nuit », « ni branché ni totalement beauf », dont la programmation s'est « peu à peu vidée de sa substance ». Soit un endroit où l'on peut « emmener un cousin de Poitou [qui voudrait] danser le jerk ». Le guide anglais Time Out le définit en 2005 comme trop « commercial et sans imagination ». Le club est également réputé pour ses prix prohibitifs. La clientèle a donc évolué : elle y est hétérosexuelle, très jeune (la vingtaine) et plutôt bourgeoise (originaire de l'Ouest parisien),, même si elle continue, dans l'esprit général, à être associée à une boîte gay, ce qu'elle n'est plus. Tony Gomez, responsable du lieu depuis 2008, déclarait à ce propos : « J'insiste pour dire que le Queen n’est pas un endroit gay. Il y a juste une soirée gay par semaine, c’est tout ». 
Des créateurs comme Paco Rabanne, Vivienne Westwood, Versace, Azzaro, Hugo Boss, Kenzo, agnès b., Jean Paul Gaultier y ont fait leurs défilés, fêtes ou lancement de parfums dans les années 1990. Des entreprises comme IBM, ARTE, IP, PUBLIC SYSTEM, NRJ, BAC FILMS ont organisé leurs soirées privées, mais aussi des institutions comme la Mairie de Paris lors d’événements comme Paris Capitale de la Création. La programmation musicale emploie des DJ’s mondialement reconnus : 
Carl Cox, Roger Sanchez, David Guetta, Deep Dish, Junior Vasquez, Bob Sinclar, Tiesto, Antoine Clamaran, Sasha, Erick Morillo, Paul Van Dyk, Philippe Corti, etc. Le club était ouvert toute l’année, tous les jours de la semaine avec un tea dance le dimanche après-midi.
Dans ses dernières années, le club a connu plusieurs déboires judiciaires. Déjà en 1997, l'établissement avait dû fermer ses portes, à la suite d'un supposé trafic d'ectasy. La chambre d'accusation de la cour d'appel de Paris autorisa finalement la réouverture, un mois après. Les pertes de l'établissement ont été alors estimées à dix millions de francs. En 2005, l'établissement est une fois encore menacé de fermeture, à la suite d'un litige avec le propriétaire des murs, l'homme d'affaires britannique Michael Gross. La cour d'appel de Paris infirme le premier jugement rendu et le club obtient une reconduction de son bail. En 2007, l'association SOS Racisme pratique un testing à l'entrée de l'établissement et révèle un cas de discrimination. Le physionomiste du Queen sera relaxé, les magistrats estimant que « le refus opposé à une seule personne ou à un seul groupe ne suffisait pas à caractériser le délit de discrimination ».
En mai 2015, la direction du club annonce que le Queen déménage dans les locaux du Club 79 à compter du 1er septembre 2015 après avoir passé vingt-trois ans au no 102.
En avril 2018, la direction du club annonce la fermeture définitive du club.

## Dans la fiction
Une scène du film Absolument fabuleux de Gabriel Aghion (2001) se déroule au Queen.
Une scène du film Joséphine s'arrondit (2016), film français réalisé par Marilou Berry, se déroule au Queen. Lors d'une soirée, l'amie de Joséphine fortement alcoolisée essaie de se guérir de son vaginisme en jetant son dévolu sur des hommes en majorité homosexuels.